# يوليوس زاكس
يوليوس زاكس (بالإنجليزية: Julius Sachs) هو عالم لغوي كلاسيكي أمريكي، ولد في 6 يوليو 1849 في بالتيمور في الولايات المتحدة، وتوفي في 2 فبراير 1934 في نيويورك في الولايات المتحدة.